# 홀아비꽃대
홀아비꽃대는 한반도 각처의 숲속에서 자라는 여러해살이풀로서 줄기는 곧게 서며, 그 끝에는 4개의 잎이 서로 붙어서 마주나므로 얼핏 보면 마치 돌려나는 것처럼 보인다. 이른 봄이 되면 줄기 끝에서 흰색의 꽃들로 이루어진 1개의 꽃이삭이 자란다. 3개의 긴 수술대를 가지는데, 이들은 아랫부분에서 서로 합쳐져 씨방에 붙어 있다. 이 중 바깥쪽 2개의 수술대는 아랫부분에 꽃밥이 있는 반면, 가운데에 있는 하나의 수술대는 꽃밥을 가지고 있지 않다.
홀아비꽃대의 식물분류학학적 유연관계는 수수께끼처럼 아직도 미궁에 빠져있다.